# United States Census 2030
Der 25. United States Census ist eine Volkszählung in den Vereinigten Staaten, die im April 2030 stattfinden wird. Sie wird vom United States Census Bureau durchgeführt, das dem Handelsministerium untersteht. 
Gemäß US-Verfassung muss die Volkszählung alle zehn Jahre stattfinden, die vorherige war der United States Census 2020. Die Primärdaten werden erst im Jahr 2102 veröffentlicht werden.

## Zeitlicher Ablauf
Die frühe Planung begann im Oktober 2018 und endete im September 2021. In dieser Phase wurden operative Kennzahlen analysiert, Schlüsse aus vorherigen Census’ gezogen, Interessensgruppenrückmeldungen ausgewertet und potenzielle Verbesserungen des Systems erdacht.
Zwischen Oktober 2022 und 2024 wird die genaue Durchführung geplant. Zwischen 17. August und 15. November 2022 wurden dafür Umfragen in der Bevölkerung durchgeführt. Das Census Bureau erhielt dabei mehr als 3000 Verbesserungsvorschläge. Von 2025 bis 2027 soll die finale Planungsphase stattfinden. Von 2028 bis 2030 soll der Census 2030 umgesetzt werden. Der „Census Day“ ist für den 1. April 2030 angesetzt.